# Ángel Perelman
Ángel Perelman fue un dirigente sindical argentino fundador en 1943 y primer secretario general de la Unión Obrera Metalúrgica (UOM), uno de los sindicatos más poderosos de la Argentina.
De padres judío-rusos y formación socialista integró el sector de Jorge Abelardo Ramos que daría origen a la Izquierda Nacional), entre 1943-1945 fue uno de los impulsores de la conformación del peronismo. Despeñó un papel decisivo en la organización de las manifestaciones obreras del 17 de octubre de 1945 que lograron la liberación de Juan Perón y abrieron el camino para su triunfo electoral en 1946. Fue trabajador y delegado sindical de Compañía de Talleres Industriales de Transportes y Afines (CATITA). Ángel Perelman fue el fundador en 1943 y primer secretario general de la Unión Obrera Metalúrgica de la República Argentina. En la Unión Ferroviaria, donde la UOM tuvo su primera sede, Perelman tomó contacto con los coroneles Ramón Mercante y luego con Juan Domingo Perón. En la UOM se desempeñó como especialista en convenios colectivos y realizó diversas acciones sindicales dispuestas por el Secretariado Nacional. Fue compañero y amigo de trabajo de José Ignacio Rucci. Fue colaborador de Augusto Timoteo Vandor y Mariano Lorenzo Miguel. En 1967 fue designado por el Secretariado Nacional de la UOM como interventor en la seccional Villa Constitución, que había sido abandonada (la Comisión Directiva renunció en pleno para constituir un sindicato independiente) por sectores de la izquierda clasista. Perelman realizó su labor que finalizó con la normalización del gremio.
Dudante la Resistencia Peronista ofició siembre de nexo entre Abelardo Ramos y Vandor. 1962 la editorial Coyacan publicó su libro Como hicimos el 17 de octubre trascendente testimonio de los sucesos de las jornadas de octubre de 1945. En 1968 participa con un destacado testimonio en "La Hora de los Hornos", una película argentina documental de 1968 dirigida por Fernando "Pino" Solanas y Octavio Getino.

## Obra
- Como hicimos el 17 de octubre (1961), Buenos Aires: Coyoacán